# Peter Eriksson (Eishockeyspieler)
Peter Gösta Nicklas Eriksson (* 12. Juli 1965 in Nässjö) ist ein ehemaliger schwedischer Eishockeyspieler, der in seiner aktiven Zeit von 1984 bis 1998 unter anderem für die Edmonton Oilers in der National Hockey League gespielt hat.

## Karriere
Peter Eriksson begann seine Karriere als Eishockeyspieler beim HV71, für dessen Profimannschaft er in der Saison 1984/85 sein Debüt in der zweitklassigen Division 1 gab. Mit seiner Mannschaft erreichte er auf Anhieb den Aufstieg in die Elitserien. Dort blieb der Flügelspieler noch weitere drei Jahre beim HV71, ehe er zur Saison 1989/90 zu den Edmonton Oilers wechselte, die ihn bereits im NHL Entry Draft 1987 in der vierten Runde als insgesamt 64. Spieler ausgewählt hatten. Für Edmonton erzielte er in der National Hockey League in 20 Spielen je drei Tore und drei Vorlagen. Parallel kam er zudem zu 21 Scorerpunkte in 26 Spielen für Edmontons Farmteam Cape Breton Oilers aus der American Hockey League. 
Von 1990 bis 1994 lief Eriksson erneut für den HV71 in der Elitserien auf. Die folgenden drei Jahre verbrachte er bei IF Troja-Ljungby in der zweitklassigen Division 1. Zuletzt lief der Schwede in der Saison 1997/98 für die Nürnberg Ice Tigers aus der Deutschen Eishockey Liga auf. Für die Bayern erzielte er in 32 Spielen drei Tore und vier Vorlagen. Anschließend beendete er seine Karriere im Alter von 33 Jahren.  

### International
Für Schweden nahm Eriksson 1987 am Canada Cup teil. Zudem stand er im Aufgebot seines Landes bei den Olympischen Winterspielen 1988 in Calgary sowie bei der Weltmeisterschaft 1989. Bei den Winterspielen gewann er mit seiner Mannschaft die Bronzemedaille.

## Erfolge und Auszeichnungen
- 1985 Aufstieg in die Elitserien mit dem HV71
- 1988 Bronzemedaille bei den Olympischen Winterspielen